# Epidesma flavomaculata
Epidesma flavomaculata är en fjärilsart som beskrevs av Max Wilhelm Karl Draudt 1915. Epidesma flavomaculata ingår i släktet Epidesma och familjen björnspinnare. Inga underarter finns listade i Catalogue of Life.